# Andreas Moen
Andreas Storsveen Moen (Oslo, 9 febbraio 1984) è un calciatore norvegese, attaccante dello Skeid.

## Carriera

### Club
Moen iniziò la carriera con la maglia del Lyn Oslo. Con questa squadra, debuttò nella Tippeligaen il 4 luglio 2004, sostituendo Jan-Derek Sørensen nella sconfitta per 2-1 contro il Molde.
Passò poi al Lørenskog e, poco dopo, al Sogndal. Esordì in squadra il 3 settembre 2006, subentrando a Henrik Furebotn nel pareggio casalingo per 2-2 contro lo Sparta Sarpsborg. Il 10 settembre segnò la prima rete, nella sconfitta per 2-1 sul campo del Løv-Ham.
A causa del poco spazio, fu ceduto in prestito al Tønsberg nel 2007. Nel 2008, passò al Kongsvinger a titolo definitivo. Giocò il primo incontro per la nuova squadra il 6 aprile, nella sconfitta per 3-1 contro l'Alta. Segnò la prima rete in campionato il 28 luglio 2009, nel 2-1 con cui la sua squadra superò il Sogndal.
Nel 2010, passò allo Strømmen. L'esordio con questa maglia fu datato 5 aprile, quando andò anche a segno nel pareggio per 2-2 contro il Tromsdalen. Il 20 novembre 2011 fu reso noto il suo ritorno al Kongsvinger. La stagione seguente, passò al Lyn. Il 24 gennaio 2014, si trasferì al Korsvoll.
Il 12 maggio 2016 è passato allo Skeid.